# Bistum Marrakesch
Das Bistum Marrakesch (lat.: Dioecesis Marochitan) ist eine ehemalige Diözese auf dem Gebiet des heutigen Marokko.
Das Bistum Marrakesch wurde 1234 gegründet. Am 4. April 1417 wurden Gebiete für die Gründung des Bistums Ceuta abgegeben. 1459 wurde aus Gebieten des Bistums Ceuta und Marrakesch das Bistum Tanger gegründet. 1487 wurde das Bistum Safim gegründet, welches 1542 dem Bistum Tanger zugeschlagen wurde. 1566 wurde das Bistum Marrakesch aufgelöst.

## Bischöfe
- Domingo, OP (27. Oktober 1225–1236), danach Bischof von Jaén
- Agnello, OFM (ab 12. Juni 1237)
- Lope Fernández Daín, OFM (18. Oktober 1246–1260)
- Blanco, OFM (1257–21. August 1266)
- Rodrigo Gudal, OFM (11. Dezember 1289–1307)
- Bernardo Murcia, OP (ab 29. August 1307)
- Pietro, OP (1. August 1310–1311)
- Francesco de Rilaco, OP (ab 10. Januar 1312)
- Juan Fernández, OP (ab 26. Dezember 1327)
- Alfonso Bonhomme, OP (10. Januar 1344–1353)
- Stefano di Fellino, OP (ab 12. August 1353)
- Gregorio Cazaloni, OP (ab 20. Oktober 1357)
- Arnaldo Sartedol, OP (ab 4. Juli 1375)
- Juan Diego, OFM (18. Juni 1382–13. Oktober 1389), danach Titularbischof von Dora
- Pedro de Azquaray, OFM (ab 13. Oktober 1389)
- Angelo (1400–24. Juli 1405), danach Bischof von Ario
- Diogo de Xeres, OFM (24. Juli 1405–1412)
- Pietro di San Cipriano, OFM (ab 4. März 1409)
- Aymar (Almeric) de Aureliano, OFM (10. Mai 1413–21. März 1421), danach Bischof von Ceuta